# Zdeněk Ambler
Zdeněk Ambler (2. prosince 1940, Plzeň – 21. října 2013) byl český neurolog.
V roce 1980 získal titul doktor věd (DrSc.) a roku 1990 se stal univerzitním profesorem. Od roku 1989 byl přednostou Neurologické kliniky Lékařská fakulty Univerzity Karlovy v Plzni a Fakultní nemocnice v Plzni. Zabýval se neurologií, neurofyziologií, elektromyografií a nervosvalovými poruchami.[zdroj?]